# ダミエラ・ノメンジャナリー
ダミエラ・ノメンジャナリー（Damiella Nomenjanahary、1997年6月22日 - ）は、マダガスカルの柔道家。2021年の東京オリンピックの女子63kg級に出場した。開会式では、ウエイトリフティング選手のエリック・アンドリアンツィトハイナと共に旗手を務めた。

## 主な戦績
| 年   | 大会                   | 開催地         | 種目   | 結果           | 備考 |
| ---- | ---------------------- | -------------- | ------ | -------------- | ---- |
| 2015 | アフリカ競技大会       | ブラザヴィル   | 70kg級 | 1回戦敗退      |      |
| 2017 | アフリカ柔道選手権大会 | アンタナナリボ | 63kg級 | 3位決定戦敗退  |      |
| 2017 | 世界柔道選手権大会     | ブダペスト     | 63kg級 | 1回戦敗退      |      |
| 2018 | 世界柔道選手権大会     | バクー         | 63kg級 | 1回戦敗退      |      |
| 2019 | 世界柔道選手権大会     | 東京           | 63kg級 | 2回戦敗退      |      |
| 2020 | アフリカ柔道選手権大会 | アンタナナリボ | 63kg級 | 3位決定戦敗退  |      |
| 2021 | アフリカ柔道選手権大会 | ダカール       | 63kg級 | 敗者復活戦敗退 |      |
| 2021 | 世界柔道選手権大会     | ブダペスト     | 63kg級 | 1回戦敗退      |      |
| 2021 | オリンピック           | 東京           | 63kg級 | 1回戦敗退      |      |